# Santiago Villanueva
Pour les articles homonymes, voir Villanueva.
Santiago Villanueva Álvarez, né le 24 juillet 1966 à Monterrei, est un homme politique espagnol membre du Parti populaire (PP).
Il est délégué du gouvernement en Galice entre novembre 2014 et juin 2018.

## Biographie

### Vie privée
Il est marié et père de deux enfants.

### Formation et vie professionnelle
Étudiant de l'université de Saint-Jacques-de-Compostelle, il est titulaire d'une licence en droit. Il est fonctionnaire du corps supérieur de la Junte de Galice.
Il est successivement chef du service de la formation à l'Académie galicienne de la sécurité, chef du service des études et publications de la même académie, sous-directeur à la gestion et coopération au régime juridique, sous-directeur à la coopération économique, directeur général des urgences et de l'intérieur et directeur général de l'Académie galicienne de la sécurité publique.

### Délégué du gouvernement
Le 15 novembre 2014, il est nommé délégué du gouvernement en Galice par le président du gouvernement Mariano Rajoy et remplace Samuel Jesús Juárez Casado.